# Dorothe Zürcher
Dorothe Zürcher (* 18. Juni 1973 in Zürich) ist eine Schweizer Schriftstellerin.

## Leben
Dorothe Zürcher wurde 1973 in Zürich geboren und wuchs im Kanton Aargau auf. Nach einem längeren Aufenthalt in Argentinien zum Studieren lebt sie heute wieder in Zürich. Sie unterrichtet an der Oberstufe in Wettingen und führt Kurse an der PH Luzern durch. Sie ist Mitglied des Vereins Autorinnen und Autoren der Schweiz und Mitbegründerin des Vereins Schweizer Phantastikautoren. 2014 erschien im Zürcher «KaMeRu Verlag» ihr Debütroman Tamonia. Zuletzt veröffentlichte sie die historischen Romane Stabilitas loci – Der Weg der Wiborada und Im Schatten der Krone: Die Grafen von Lenzburg im «IL-Verlag».

## Werke
- Tamonia. KaMeRu Verlag, Zürich 2014, ISBN 978-3-90608230-1.
- Der schwarze Garten. KaMeRu Verlag, Zürich 2015, ISBN 978-3-90608245-5.
- Das Gamma-Lächeln. bookshouse, Zypern 2018, ISBN 978-9-96353822-5.
- Stabilitas loci – Der Weg der Wiborada. IL-Verlag, Basel 2018, ISBN 978-3-90624078-7.
- Im Schatten der Krone: Die Grafen von Lenzburg. IL-Verlag, Basel 2021, ISBN 978-3-90723734-2.
- Ein geschwind listig Wib: Agnes von Habsburg und Ungarn, heimliche Königin der Schweiz. Südverlag, Konstanz 2025, ISBN 978-3878009870.